# Norman Nicholson
Norman Cornthwaite Nicholson, OBE (* 8. Januar 1914 in Millom, Cumberland, England; † 30. Mai 1987 in Whitehaven, Cumberland) war ein britischer Autor und Dichter, der sich in seinen Büchern und Anthologien insbesondere mit der Geschichte und Topographie des Lake District befasste. Er wurde 1967 mit dem Cholmondeley Award sowie 1977 mit der Queen’s Gold Medal for Poetry geehrt.

## Leben
Norman Cornthwaite Nicholson, einziges Kind des Schneiders und Tuchmachers Joseph Nicholson und dessen Ehefrau Edith Cornthwaite, wurde nach dem Tode seiner Mutter im Alter von fünf Jahren 1919 Halbwaise, woraufhin sein Vater 1922 erneut heiratete. Er wuchs in der Methodistenkirche auf, der auch seine Stiefmutter angehörte, wurde aber 1940 in der Church of England konfirmiert. Sein christlicher Glaube war für ihn zeit seines Lebens zentral. Er besuchte die Millom Secondary School, erkrankte jedoch in seiner Jugend an Tuberkulose und war von 1930 bis 1932 in einem Krankenhaus in Hampshire untergebracht. Hier wurde eine seiner Lungen entfernt und es war die einzige Zeit in seinem Leben, in der er von seiner Heimat und seinem Geburtsort Millom entfernt verbrachte, der Quelle vieler seiner Inspirationen sowohl in Versen als auch in Prosa. Er begann schon früh mit dem Schreiben und wurde dabei von einem örtlichen Geistlichen, Reverend Samuel Taylor, ermutigt, der ihn mit George Every in Kontakt brachte, einem Dichter, Literaturkritiker und Theologen und Mitarbeiter der Literaturzeitschrift The Criterion. Durch Every wurde Nicholson 1938 dem Herausgeber dieser Zeitschrift, T. S. Eliot, vorgestellt, der Interesse an seinen Gedichten zeigte.
Im selben Jahr begann Nicholson, Vorlesungen über Literatur vor Klassen der örtlichen Workers’ Educational Association zu halten, Material, das er in seinem ersten kritischen Buch Man and Literature (1943) verwendete. Aber bereits 1942 hatte er eine Anthologie religiöser Verse im Verlag Penguin Books herausgegeben und davor begonnen, Gedichte in Zeitschriften zu veröffentlichen, darunter einige in den Vereinigten Staaten. Ein Großteil seiner Gedichte und seiner Versspiele stützte sich auf seinen Glauben, der von seiner Hingabe an die Landschaften, die Geschichte, die Menschen und die Geschichten von Cumberland genährt wurde. Alle sind reichlich vorhanden in seinem ersten individuellen Gedichtband Five Rivers, den T. S. Eliot für den Verlag Faber & Faber akzeptierte und der 1944 veröffentlicht wurde. Dem war 1943 eine Auswahl seiner Werke vorausgegangen, die in einem Band zusammen mit einer Auswahl von Gedichten von Keith Douglas und J. C. Hall veröffentlicht wurden.
1945 wurde er Fellow der Royal Society of Literature. Er veröffentlichte weitere zehn Bücher und Broschüren mit Gedichten, darunter Selected Poems im Jahr 1966, welches in einer ergänzten Ausgabe 1982 erneut erschien. Alle waren authentische und manchmal leicht skurrile Produkte eines Lebens, das, obwohl es durch seine zerbrechliche Gesundheit eingeschränkt war. So schrieb er in dem Gedicht „The Pot Geranium“: ‚My ways are circumscribed‘ („Meine Wege sind umschrieben“). In vielen seiner Gedichte hatte er umfassendere Visionen von einem Universum aus Felsen, Flüssen, Hügeln und dem Meer. 1959 verlieh ihm die University of Manchester ehrenhalber den akademischen Grad eines Master of Arts. Seine Stimme war nach Lungenoperationen heiser, aber auch auffallend kräftig: Er war ein hervorragender Leser nicht nur seiner eigenen Gedichte, sondern auch anderer Dichter, insbesondere von William Wordsworth, aus dessen 1850 posthum erschienenen The Prelude er Teile in einer denkwürdigen Reihe des BBC Third Program las, die in den frühen 1960er Jahren gesendet wurde.
1967 wurde Norman Nicholson, der auch Mitglied des Autorenverbandes PEN International war, gemeinsam mit Seamus Heaney und Brian Jones mit dem Cholmondeley Award geehrt. Mit einem Reisestipendium der Society of Authors unternahm er 1973 einen Besuch in Skandinavien und bekam von The Open University 1975 einen weiteren Master of Arts ehrenhalber (Honorary MA) verliehen. 1977 erhielt er ein Stipendium des Arts Council of Great Britain und wurde zudem mit der Queen’s Gold Medal for Poetry geehrt. Nachdem das Manchester Polytechnic 1979 ein Ehrenstipendium vergab, verliehen ihm die University of Liverpool 1980 sowie die University of Manchester 1984 jeweils einen Ehrendoktor der Literaturwissenschaften (Honorary LittD). 1981 wurde ihm zudem das Offizierskreuz des Order of the British Empire (OBE) verliehen. Zu seinem siebzigsten Geburtstag 1984 erschien unter dem Titel Between Comets eine von William Scammell herausgegebene Festschrift mit Gedichten und Prosastücken vieler angesehener Schriftsteller.
1956 heiratete Nicholson die Lehrerin Yvonne Edith Gardner, mit der er bis zu deren Tod im Jahr 1982 verheiratet war. Ihr Tod war ein schwerer Verlust, der sich trotz literarischer Anerkennung und Ehrungen in seinen späteren Jahren nicht kompensieren ließ. Sie lebten in dem kleinen Reihenhaus in der 14 St George’s Terrace in Millom, das immer Nicholsons Zuhause gewesen war. Tatsächlich war er dort geboren worden, als es auch das Geschäft seines Vaters war, und er lebte dort auch nach Yvonnes Tod. Das Paar hatte keine Kinder.

## Veröffentlichungen
Zu Nicholsons vielen Veröffentlichungen gehörten unter anderem Bücher und Anthologien, die sich mit der Geschichte und Topographie des Lake District befassten, vier Versspiele, zwei frühe Romane und eine Biografie über William Cowper (1951). Die individuellste und aufschlussreichste Veröffentlichung von allen ist Wednesday Early Closing (1975), eine Erinnerung an seine frühen Jahre, voller Charaktere, Anekdoten, Sehenswürdigkeiten, Geräusche und Gerüche seiner Kindheit in Millom. Zu seinen Werken gehören:
- An anthology of religious verse designed for the times, 1942
- Man & literature, 1943
- …Five rivers. Poems, 1944
- The fire of the lord, 1946
- The green shore, 1947
- Rock face, 1948
- Cumberland and Westmorland, 1949
- H. G. Wells, 1950
- Prophesy to the wind. A play in four scenes and a prologue, 1950
- William Cowper, 1951
- The pot geranium, 1954
- A match for the devil, 1955
- The Lakers. The adventures of the first tourists, 1955
- Provincial pleasures, 1959
- Birth by drowning. Play, 1960
- Portrait of the lakes, 1963
- Selected poems, 1966
- Greater Lakeland, 1969
- A local habitation, 1972
- Stitch and stone. A Cumbrian landscape, 1975
- Wednesday early closing, 1975
- The lakes, 1977
- Lake District an Anthology, 1978
- Sea to the west, 1981
- Selected poems, 1940–1982, 1982
- The Candy-floss Tree. Three Poets Series, 1984

posthum
- Norman Nicholson’s Lakeland. A prose anthology, 1991
- Collected poems, 1994

## Hintergrundliteratur
- Philip Gardner: Norman Nicholson, 1973
- Frances Baker: The papers of Norman Nicholson, 1899–1987, 2000
- Neil Curry: Norman Nicholson, 2001